# NGRTD
Albums de Youssoupha
Noir D****
(2012) Polaroïd Experience
(2018)
Singles
1. Love Musik
Sortie : 16 mars 2015
2. Entourage
Sortie : 23 mars 2015
3. Smile
Sortie : 17 avril 2015
4. Mannschaft
Sortie : 11 mai 2015
5. Chanson française
Sortie : 15 mai 2015

NGRTD ou Négritude est le quatrième album studio du rappeur français Youssoupha sorti le 18 mai 2015.
L'album est nommé aux Victoires de la musique 2016 dans la catégorie « Album de musique urbaine de l'année », mais Nekfeu se voit décerner le prix avec son album Feu. L'album est certifié disque d'or le 27 novembre 2015. Bien que cet album ait bénéficié d'une promotion limitée et d'un accueil moins favorable que celui réservé à Noir D****, celui-ci dépasse le seuil des 80 000 exemplaires vendus.

## Liste des titres
| No  | Titre                                                      | Producteur(s) | Durée |
| --- | ---------------------------------------------------------- | ------------- | ----- |
| 1.  | Où est l'amour ?                                           | Cehashi       | 3:11  |
| 2.  | Salaam                                                     | Sluzi         | 4:37  |
| 3.  | Points communs (feat. Alonzo, Disiz, Lino, Médine & Sam's) | Cehashi       | 4:39  |
| 4.  | Maman m'a dit                                              | Cehashi       | 3:38  |
| 5.  | Memento (feat. Casseurs Flowters)                          | Cehashi       | 3:38  |
| 6.  | Love Musik (feat. Ayọ)                                     | Cehashi       | 3:23  |
| 7.  | À cause de moi (feat. Humphrey)                            | Medeline      | 3:19  |
| 8.  | Chanson française                                          | Nodey         | 3:00  |
| 9.  | Entourage                                                  | Cehashi       | 5:00  |
| 10. | Le score (feat. Némir)                                     | Nodey         | 3:41  |
| 11. | Niquer ma vie                                              | Cehashi       | 4:29  |
| 12. | Mannschaft                                                 | Medeline      | 4:53  |
| 13. | Black Out                                                  | Cehashi       | 3:39  |
| 14. | Smile (feat. Madame Monsieur)                              | Medeline      | 3:41  |
| 15. | Négritude                                                  | Cehashi       | 4:27  |
| 16. | Mourir mille fois                                          | Cehashi       | 5:01  |

| 1. | Public Enemy | Nodey | 3:57 |

## Classements
| Classement                   | Meilleure position |
| ---------------------------- | ------------------ |
| Belgique (Flandre Ultratop)  | 82                 |
| Belgique (Wallonie Ultratop) | 6                  |
| France (SNEP)                | 4                  |
| Suisse (Schweizer Hitparade) | 12                 |